# Smartwings Hungary
Smartwings Hungary ist eine ungarische Fluggesellschaft mit Sitz in Budapest und Basis auf dem Flughafen Budapest.

## Geschichte
Smartwings Hungary wurde 2001 durch ihre tschechische Muttergesellschaft Smartwings gegründet. 

## Flugziele
Smartwings Hungary bedient Flugziele in
Nordafrika
- Ägypten
- Marokko
- Tunesien

Naher Osten
- Israel
- Jordanien

Europa
- Bulgarien
- Griechenland
- Spanien
- Türkei
- Ungarn
- Zypern

## Flotte
Mit Stand April 2025 besteht die Flotte der Smartwings Hungary aus einem Flugzeug mit einem Alter von 23,0 Jahren.
| Flugzeugtyp    | Anzahl | bestellt | Anmerkungen               | Sitzplätze | Durchschnittsalter |
| -------------- | ------ | -------- | ------------------------- | ---------- | ------------------ |
| Boeing 737-800 | 1      |          | mit Winglets ausgestattet | 189        | 23,0 Jahre         |
| Gesamt         | 1      | -        |                           |            | 23,0 Jahre         |